# Allenopithecus nigroviridis
Khỉ đầm lầy Allen (danh pháp hai phần: Allenopithecus nigroviridis) là một loài linh trưởng trong chi đơn loài Allenopithecus trong họ Khỉ Cựu thế giới. Loài khỉ này sinh sống ở lưu vực Congo, ở Cộng hòa Dân chủ Congo và ở phía tây Cộng hòa Dân chủ Congo.

## Mô tả
Nó có thân thể khá lực lưỡng. Da có màu xanh lá cây xám ở phía trên. Mặt màu hơi đỏ với các búi lông dài ở má. Khỉ đầm lầy Allen có thể đạt chiều dài cơ thể từ 45 đến 60 cm, với một cái đuôi dài khoảng 50 cm. Con đực cân nặng tới 6 kg, lớn hơn con cái (lên đến 3,5 kg).

## Hành vi
Khỉ đầm lầy Allen là một động vật ban ngày và thường xuyên tìm kiếm thức ăn trên mặt đất. Nó sống ở khu vực đầm lầy, khu vực nhiều nước và nó cũng có thể bơi tốt, lặn để tránh nguy hiểm. Nó sống chung với nhau trong quần thể nhóm lên đến 40 cá thể, giao tiếp với các tiếng gọi khác nhau, cử chỉ và sự đụng chạm.
Chế độ ăn uống của nó bao gồm trái cây và lá, cũng như bọ cánh cứng và sâu.
Người ta ít được biết đến những thói quen giao phối của loài này. Những con cái mang con non, con non cai sữa trong khoảng ba tháng và trưởng thành sau 3-5 năm. Tuổi thọ của nó lên đến 23 năm.

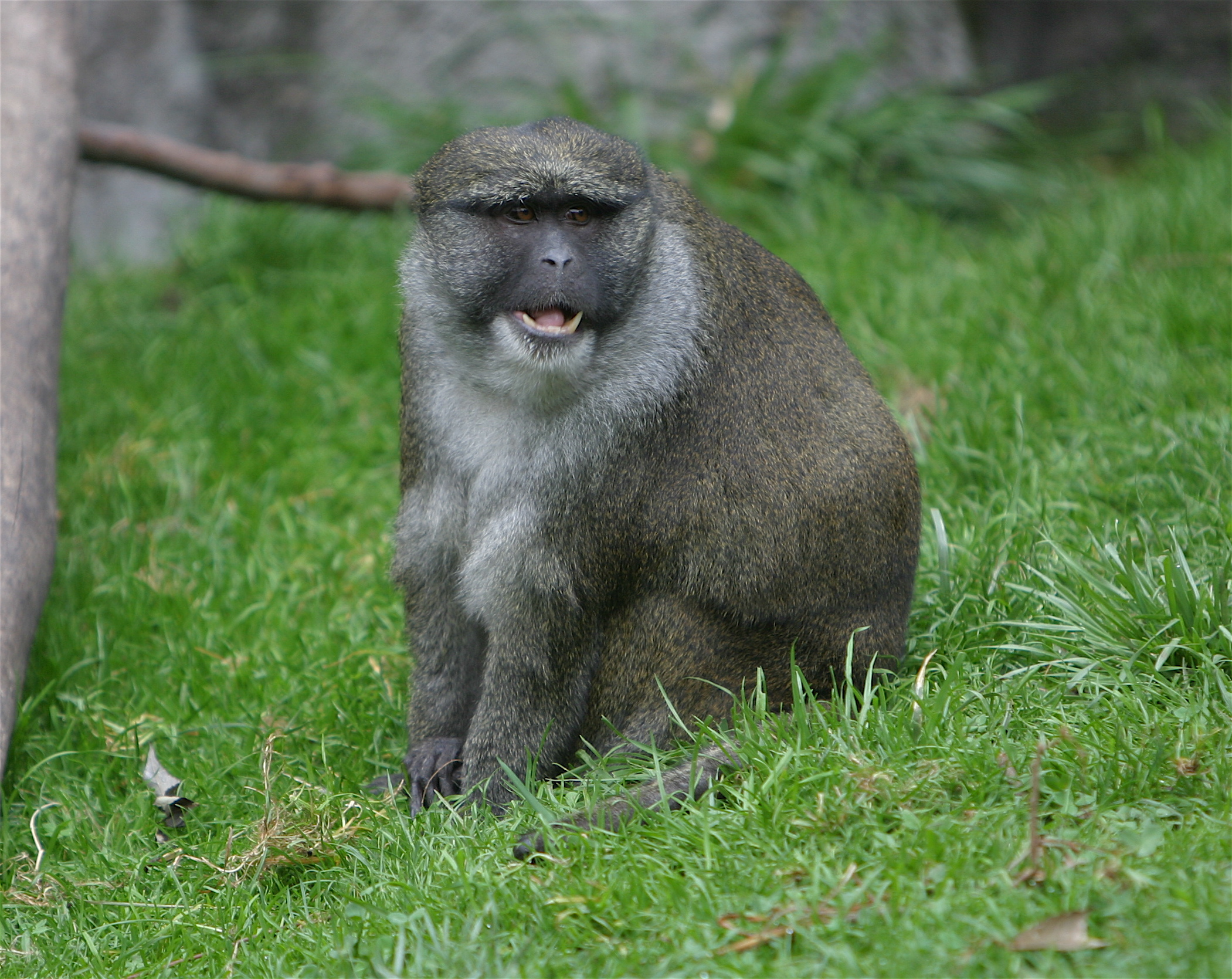

Các loài chim ăn thịt, rắn và tinh tinh lùn là các kẻ thù tự nhiên hàng đầu của nó.

## Hình ảnh

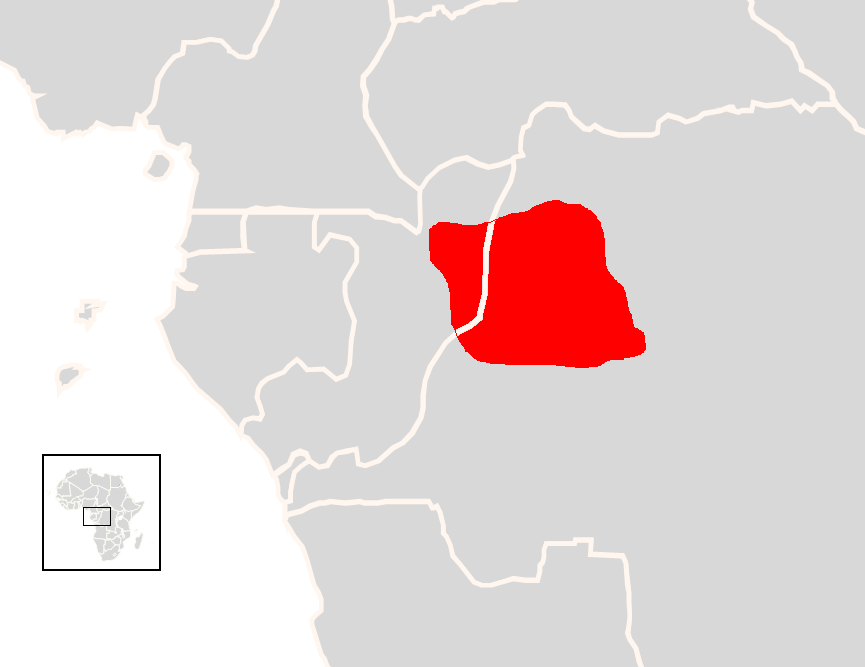
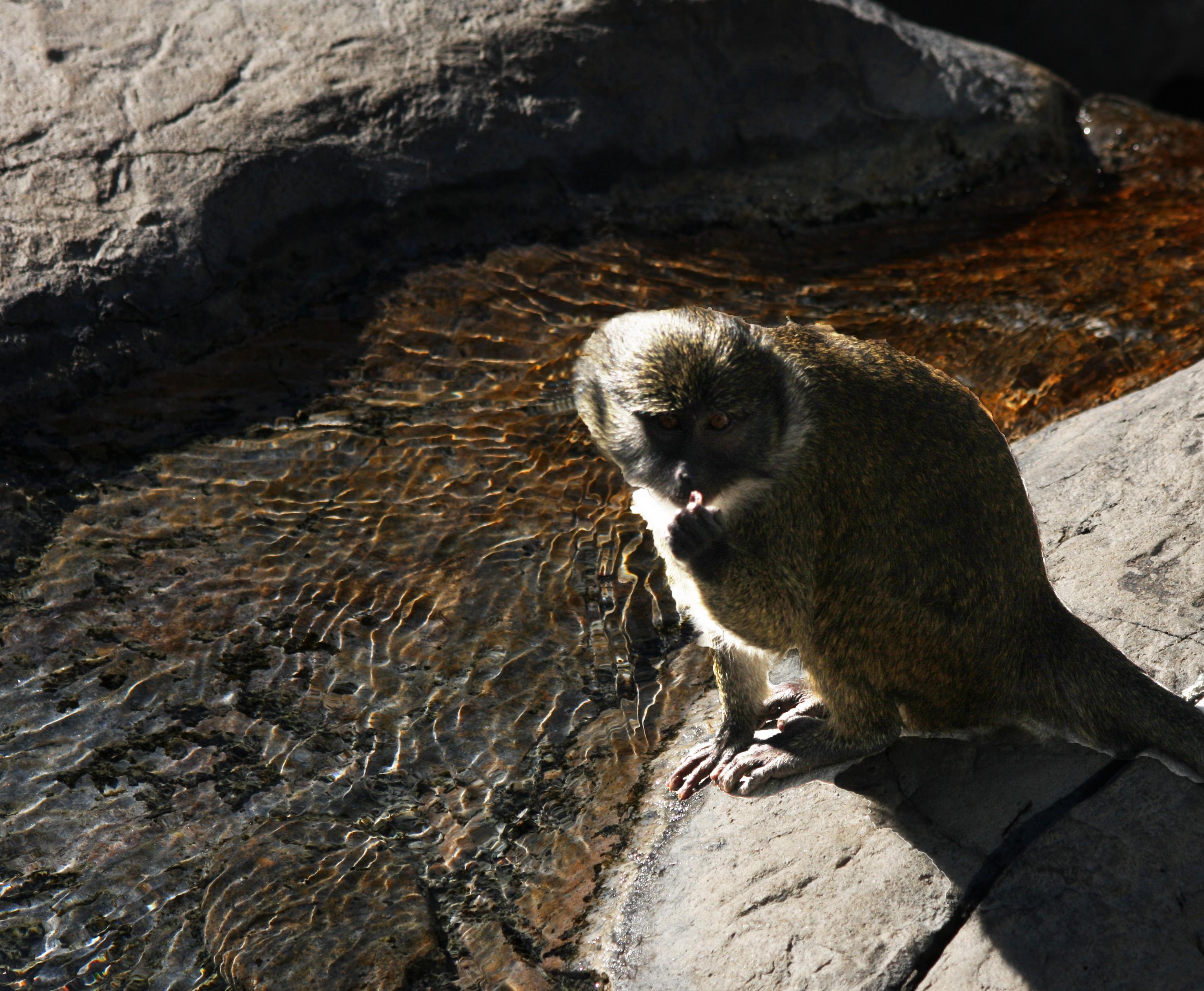
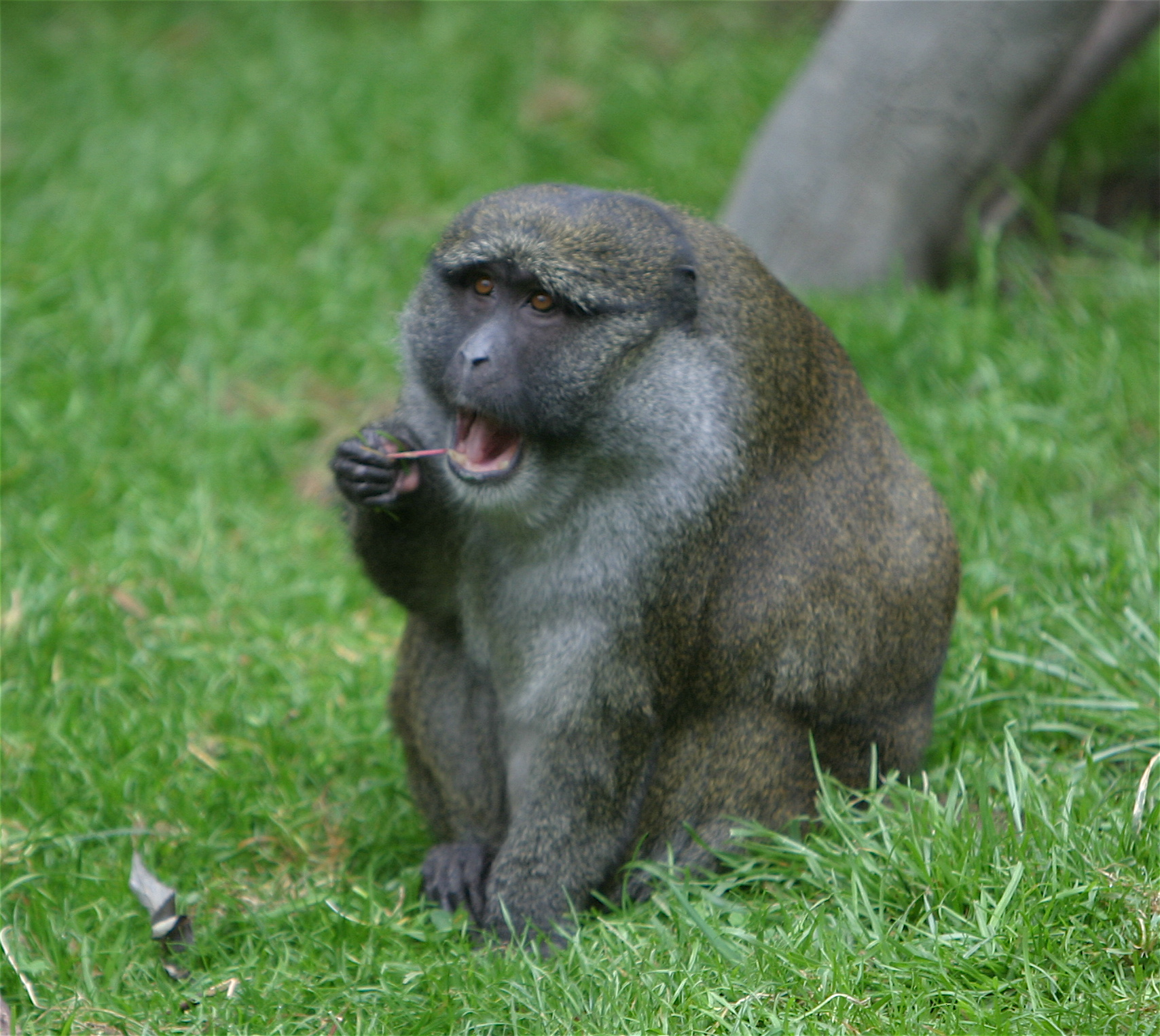
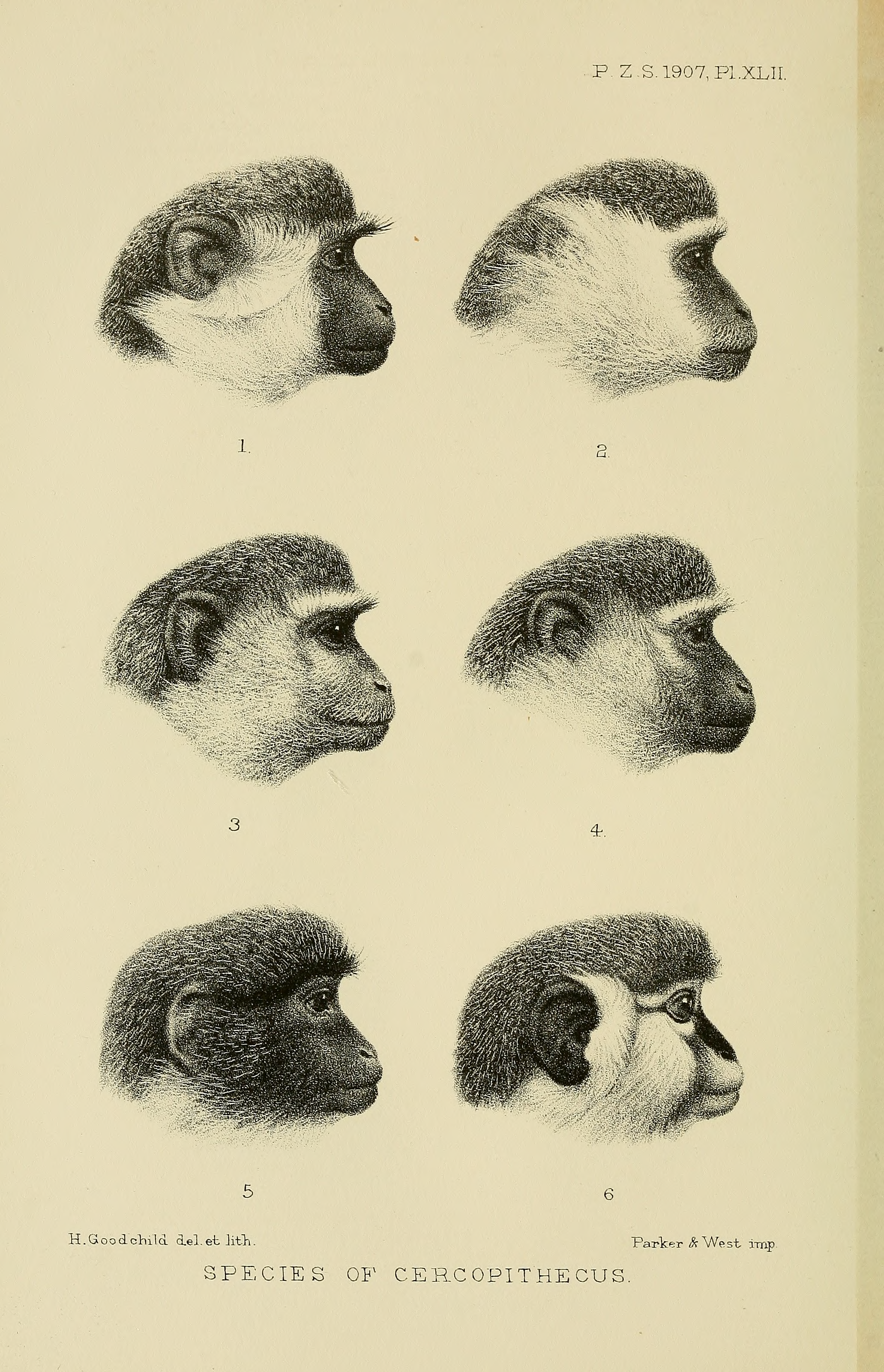